# A Espada da Verdade
A Espada da Verdade (The Sword of Truth, em inglês) é uma série de onze romances de fantasia épica escrita por Terry Goodkind. Os livros seguem os protagonistas Richard Cypher, Kahlan Amnell e Zeddicus Zu'l Zorander em sua missão de derrotar os opressores que tentam controlar o mundo e aqueles que desejam soltar o mal no mundo dos vivos. Embora cada romance foi escrito separadamente, exceto para as três finais que se destinavam a ser uma trilogia, que seguem um cronograma comum e estão ligadas por acontecimentos que ocorrem em curso ao longo da série.
A série começou em 1994 com Wizard's First Rule (A Primeira Regra do Mago) e desde então tem gerado mais 11 romances, além de um romance intitulado Dívida dos Ossos. O último romance da série, The Omen Machine, está planejado para ser lançado em Julho de 2011 nos EUA. A partir de 2008, 25 milhões de exemplares, livros da série, foram vendidos em todo o mundo, a série foi traduzida em mais de 20 idiomas, com apenas o primeiro em Português. A adaptação da série televisiva do romance, intitulado Legend of the Seeker, produzida pela ABC Studios e transmitida através de consórcio, exibido pela primeira vez em 2008.
Keith Parkinson serviu como o artista cobertura para todos os romances da primeira edição, além da Primeira Regra do Mago e Sangue do Rebanho. Novo livro de capa dura e edições de bolso desses dois livros foram publicados mais tarde, com novas ilustrações na capa por Parkinson. Parkinson faleceu em 26 de outubro de 2005, mas não antes de completar a arte da capa para os dois últimos livros da série.

## Sinopse
A série se passa em um mundo dividido em duas grandes regiões: o Novo Mundo e do Velho Mundo. O Novo Mundo é composta por três terras com Westland no oeste, D'Hara no leste e Midlands, no centro dos dois.